# ネモリズマブ
ネモリズマブ（nemolizumab）は、アトピー性皮膚炎患者のかゆみの治療を目的とした試験薬である。インターロイキン-31受容体Aを妨害するモノクローナル抗体である。2017年3月に第II相臨床試験の、2020年7月に第III相臨床試験の結果が発表された。
ネモリズマブは中外製薬によって発明された。中外製薬は2016年にガルデルマ社に同薬の開発と（日本と台湾を除く）全世界での販売の独占的ライセンスを売却した。
日本では、2016年9月に国内における開発・販売の権利をマルホとの間で締結し、同社が臨床試験を実施の上、2022年3月に世界で初めて、アトピー性皮膚炎に伴うそう痒（既存治療で効果不十分な場合に限る）を効能・効果として、製造販売承認を取得した。2022年8月「ミチーガ」として発売。